# Маслій Антон Олександрович
Анто́н Олекса́ндрович Маслі́й (8 серпня 1989 — 7 червня 2015) — головний старшина Збройних сил України.

## Життєпис
Навчався в Приліпківській, 2006-го закінчив Хорішківську ЗОШ, працював у ПСП «Деметра». 2007 року пов'язав свою долю з військовою службою, підписав контракт та потрапив до служби в місто Маріуполь. Проживав за місцем проходження служби в Маріуполі; головний старшина, командир катера Маріупольського загону морської охорони Державної прикордонної служби.
7 червня 2015 року пополудні під час виконання завдань за 2 милі від входу в порт Маріуполя малий катер Морської охорони ДПСУ UMC-1000 підірвався на плавучому вибуховому пристрої — прикордонники сприйняли невідомий предмет за радіобуй та намагалися його підтягнути до судна, в цей момент спрацював вибуховий пристрій.
На борту катера перебувало 4 військовики ДПСУ, 3 військовослужбовці ЗСУ та 1 особа. Шістьох постраждалих доставили в лікарню Маріуполя, один з них згодом помер — 45-річний мешканець Маріуполя, волонтер, чиновник міської служби Віталій Анатолійович Татар.
8 червня були знайдені фрагменти тіла зниклого командира катера — Антон загинув під час вибуху.
Без Антона лишилася дружина.
Похований в селі Приліпка; останню дорогу встелило квітами усе село, не було кому стояти обабіч.

## Нагороди та вшанування
- Указом Президента України 663/2015 від 25 листопада 2015 року — орденом «За мужність» III ступеня (посмертно)[1].